# Carolina Schmidt
María Carolina Schmidt Zaldívar, född 9 september 1967, är en chilensk politiker och affärskvinna som var Chiles utbildningsminister från april 2013 till mars 2014 och miljöminister från augusti 2018 till november 2021.

## Utbildning och tidig karriär
Carolina Schmidtd tog examen från Pontificia Universidad Católica de Chile med en examen i kommersiellt ingenjörskap, och studerade även en kort specialiseringskurs utan examen i marknadsföring vid New York University. Efter avslutade studier arbetade Schmidt som försäljare i Storbritannien åt entreprenören Alfonso Swett. Efter tio år fick hon leda den chilenska filialen av Nine West Holdings, med fokus på att expandera varumärket till latinamerikanska länder.

## Karriär
År 2000 utsågs Schmidt till chef för tidningen Capital och tjänstgjorde i den rollen i åtta år. Senare utsågs hon av president Michelle Bachelet till presidentens rådgivande råd, där Schmidt fokuserade på barn och kvinnors arbete, särskilt "Chile Crece Contigo"-program.
I mars 2010 utsåg president Sebastián Piñera henne till ministerdirektör för Servicio Nacional de la Mujer. Hennes främsta prestation under hennes tid som ministerdirektör var att förlänga föräldraledigheten från tre till sex månader.
I april 2013 åtalades utbildningsminister Harald Beyer för "att ha misslyckats med att utreda klagomål mot universitet som påstås ägna sig åt vinstsyfte". Då Schmidt var högt ansedd i Piñeras kabinett utsågs hon till tjänsten och tjänstgjorde tills Piñeras mandatperiod slutade den 11 mars 2014.
I augusti 2017 utsågs Schmidt till chef för media på företaget Copesa.
I augusti 2018 blev hon utsedd till miljöminister i Piñeras andra mandatperiod. Som miljöminister och representant för det ursprungliga värdlandet Chile var Schmidt ordförande för 2019 års FN:s klimatkonferens (COP25) som hölls i Madrid i Spanien. 22 november 2021 avgick hon som minister och efterföljdes av sin understatssekreterare.